# Zion Johnson
Zion Johnson (geboren am 18. November 1999 in Bowie, Maryland) ist ein US-amerikanischer American-Football-Spieler auf der Position des Guards. Er spielte College Football für das Boston College und wurde im NFL Draft 2022 in der ersten Runde von den Los Angeles Chargers ausgewählt.

## College
Johnson besuchte die Riverdale Baptist School in Upper Marlboro, Maryland und spielte dort Football und Golf. Ab 2017 ging er auf das Davidson College und spielte College Football für die Davidson Wildcats in der NCAA Division I Football Championship Subdivision (FCS). Für die Wildcats bestritt er als Offensive Lineman in zwei Jahren 19 von 22 Spielen als Starter. Zur Saison 2019 wechselte er auf das Boston College, um in der FBS für die Boston College Eagles zu spielen. Im Laufe seiner ersten Saison dort wurde er zum Stammspieler und bestritt sieben von 13 Partien als Starter auf der Position des Left Guards. In der Saison 2020 stand Johnson in allen elf Spielen von Beginn an als Left Tackle auf dem Feld. Da aufgrund der COVID-19-Pandemie alle Spieler ein zusätzliches Jahr Spielberechtigung am College erhielten, entschloss Johnson sich dazu, eine weitere Saison für die Eagles zu spielen. In der Spielzeit 2021 kam Johnson wieder als Guard zum Einsatz und wurde in das All-Star-Team der Atlantic Coast Conference (ACC) sowie zum All-American gewählt.

## NFL
Johnson wurde im NFL Draft 2022 an 17. Stelle von den Los Angeles Chargers ausgewählt. Er war in seiner Rookiesaison Stammspieler auf der Position des Right Guards und bestritt alle 17 Spiele als Starter.